# Brillant à front violet
Heliodoxa leadbeateri
Espèce
Répartition géographique
Statut de conservation UICN

 LC  : Préoccupation mineure
Statut CITES
Le Brillant à front violet  ou Brillant de Leadbeater (Heliodoxa leadbeateri) est une espèce de colibris.

## Répartition
Cet oiseau est présent en Bolivie, en Colombie, en Équateur, au Pérou et au Venezuela.

## Habitat
Ses habitats sont les forêts tropicales et subtropicales sèches et humides de basses et hautes altitudes ainsi que les forêts humides de broussailles. On la trouve aussi près de zones de plantations agricoles.

## Sous-espèces
D'après Alan P. Peterson, cette espèce est constituée des quatre sous-espèces suivantes :
- Heliodoxa leadbeateri leadbeateri (Bourcier) 1843 ;
- Heliodoxa leadbeateri otero (Tschudi) 1844 ;
- Heliodoxa leadbeateri parvula (Berlepsch) 1888 ;
- Heliodoxa leadbeateri sagitta (Reichenbach) 1854.

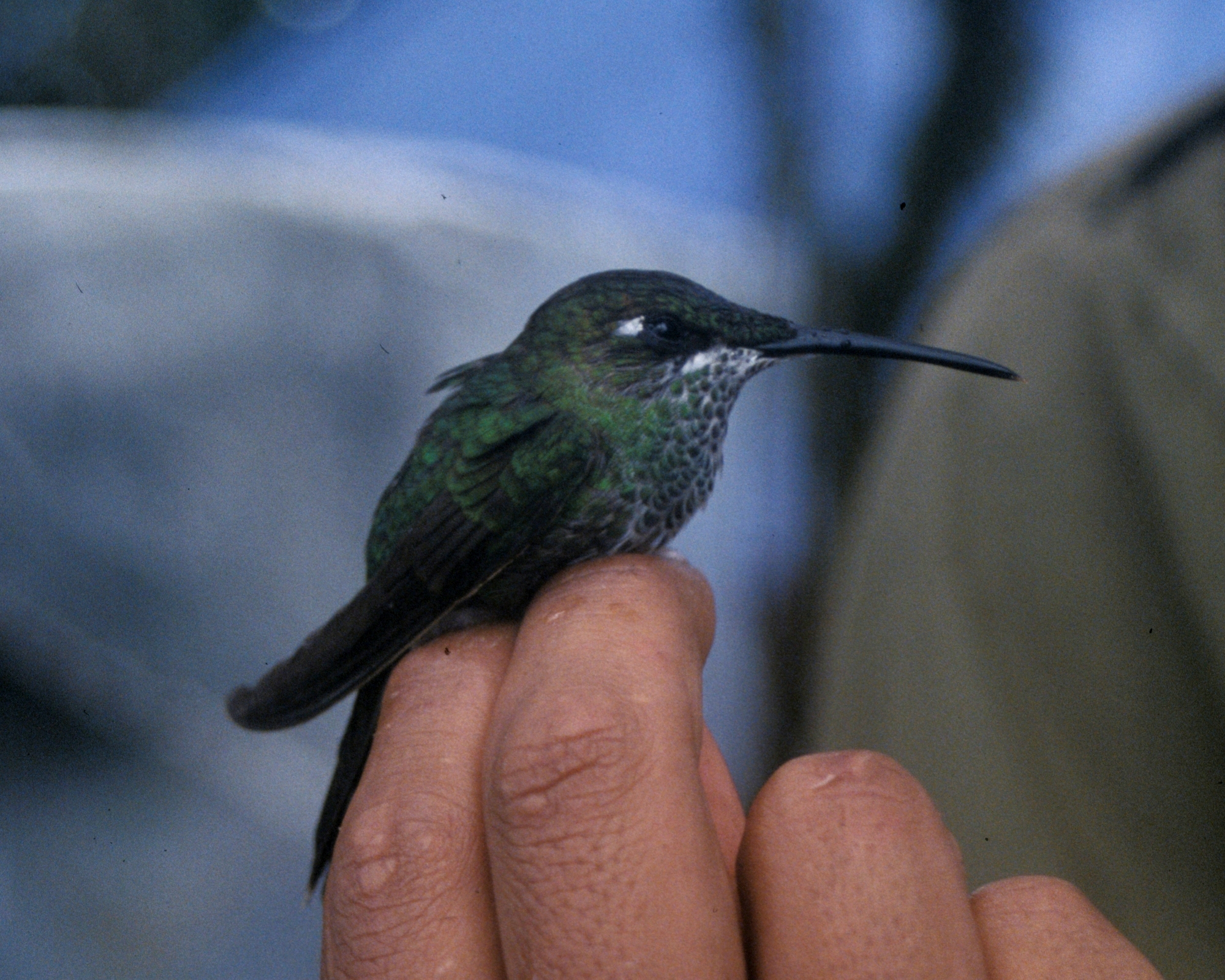
Une femelle